# Rezept (Medizin)

Muster 16: Formular für Arzneimittelverordnungen (deutsches Krankenkassenrezept)

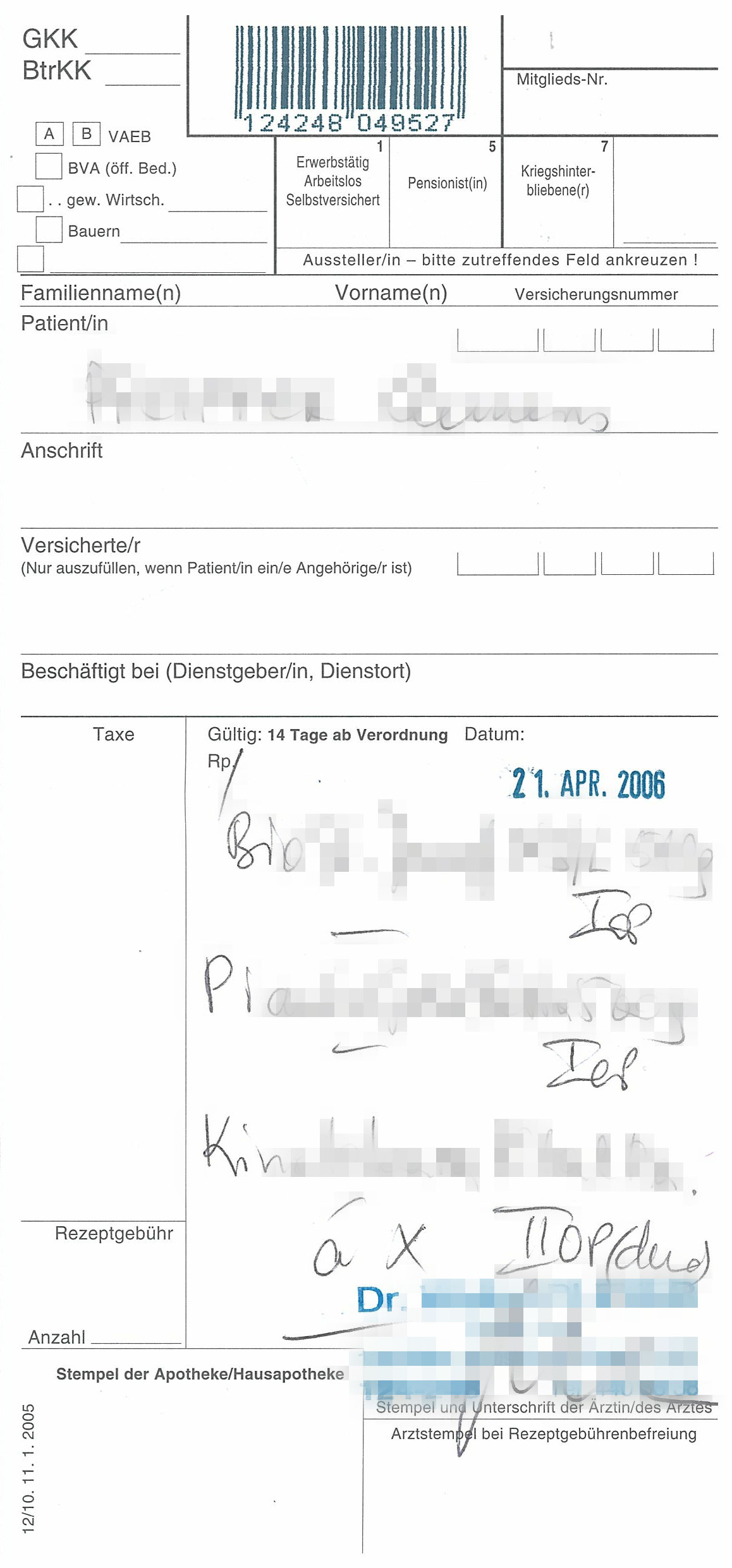
Österreichisches Krankenkassenrezept

Ein Rezept (von lateinisch recipere ‚nehmen‘, siehe Begriffsherkunft), auch Verordnung oder Verschreibung, ist in der Medizin und Pharmazie die schriftliche Verordnung von Arznei- oder Heilmitteln.
Man unterscheidet verschreibungspflichtige (rezeptpflichtige) und verschreibungsfreie (rezeptfreie) Arzneimittel. Verschreibungspflichtige Arzneimittel dürfen in der Apotheke nur bei Vorlage eines ärztlichen Rezepts oder an ausgewiesene Ärzte abgegeben werden. In vielen Ländern sind bestimmte ärztliche Rezepte auch erforderlich, damit der Kaufpreis des Medikaments von einer Krankenversicherung erstattet wird.
Eine besondere Form der Verschreibung ist das elektronische Rezept.

## Formulare und Kostenträger
In Deutschland erhalten Versicherte der gesetzlichen Krankenversicherung erstattungsfähige Arzneimittel oder Heilbehandlungen auf Kassenrezepten.
Apotheken oder Behandlungseinrichtungen rechnen Kosten über Abrechnungszentren mit Krankenkassen ab (siehe Rezeptabrechnung).
Für die Abrechnung verwendet man spezielle Formulare (in Deutschland etwa das rosafarbene Muster 16 für Arzneiverordnungen; Muster 8, 8a 13, 14 oder 18 für Heilmittelverordnungen). Das rosafarbene Rezept besagt, dass die Kosten der gesetzliche Krankenversicherer trägt, wobei in der Regel eine Zuzahlung durch den Patienten zu leisten ist. Von Ausnahmen abgesehen, gilt es vier Wochen. Es wurde zum 1. Januar 2024 verpflichtend durch das elektronische Rezept (E-Rezept) abgelöst. Grüne Rezepte für nicht verschreibungspflichtige Medikamente gelten unbegrenzt lang. Die Kosten tragen hierbei gesetzlich oder privat Versicherte selbst.
Wer nicht über eine gesetzliche Krankenversicherung versichert ist, erhält ein Privatrezept (PRV). Hierbei zahlen Patienten in der Apotheke die Kosten für die Medikamente in der Apotheke oder die Heilmittel bzw. Heilbehandlungen selbst. Ein Privatrezept erfordert keine besondere Form. Meist werden grüne oder blaue Vordrucke verwendet, die im Aufbau dem Muster 16 des GKV-Rezeptes ähneln. Kassenpatienten erhalten ein Privatrezept, wenn die Verordnung keine Kassenleistung ist.
Für bestimmte Arzneimittel sind unabhängig von Kostenträger und Erstattungsfähigkeit amtliche Formulare zu verwenden. Sie sind vorgeschrieben für Betäubungsmittel (BTM-Rezept) und für bestimmte fruchtschädigende Arzneimittel (T-Rezept).

## Arzneiverordnung
Ein Rezept ist die formelle, schriftliche Aufforderung eines Arztes, Zahnarztes, Tierarztes oder Heilpraktikers an die Apotheke zur Belieferung von Arzneimitteln oder Hilfsmitteln. Heilpraktiker dürfen keine verschreibungspflichtigen Arzneimittel verordnen. Die Apotheke unterliegt dem Kontrahierungszwang. Sie muss die Verordnung in angemessener Zeit beliefern. Bei pharmazeutischen Bedenken, Unklarheiten, Anhaltspunkten für Irrtümer oder beim Verdacht auf Arzneimittelmissbrauch oder Rezeptfälschung darf die Verordnung nicht beliefert werden, ehe die Unklarheiten beseitigt sind. Rezepte im Sinne der Arzneiverordnung sind Urkunden. Eigenmächtige Änderungen können als Urkundenfälschung geahndet werden.

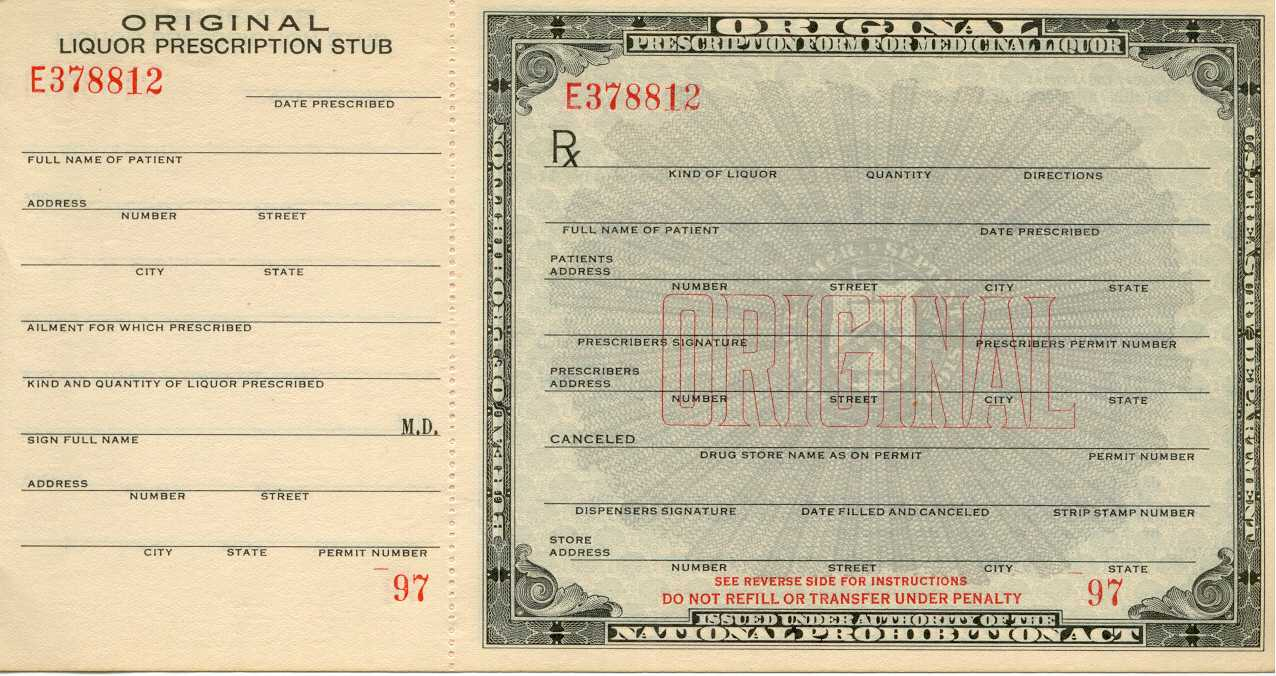
Ein US-Formular für ein ärztliches Rezept („Medicinal Alcohol“ form) während der Prohibition

Sogenanntes „Grünes Rezept“ zur Verschreibung in der gesetzlichen Krankenversicherung nicht erstattungsfähiger Medikamente

Sogenanntes „Blaues Rezept“ für Privatversicherte (auch für gesetzlich Versicherte, wenn die Kosten selbst zu tragen sind)

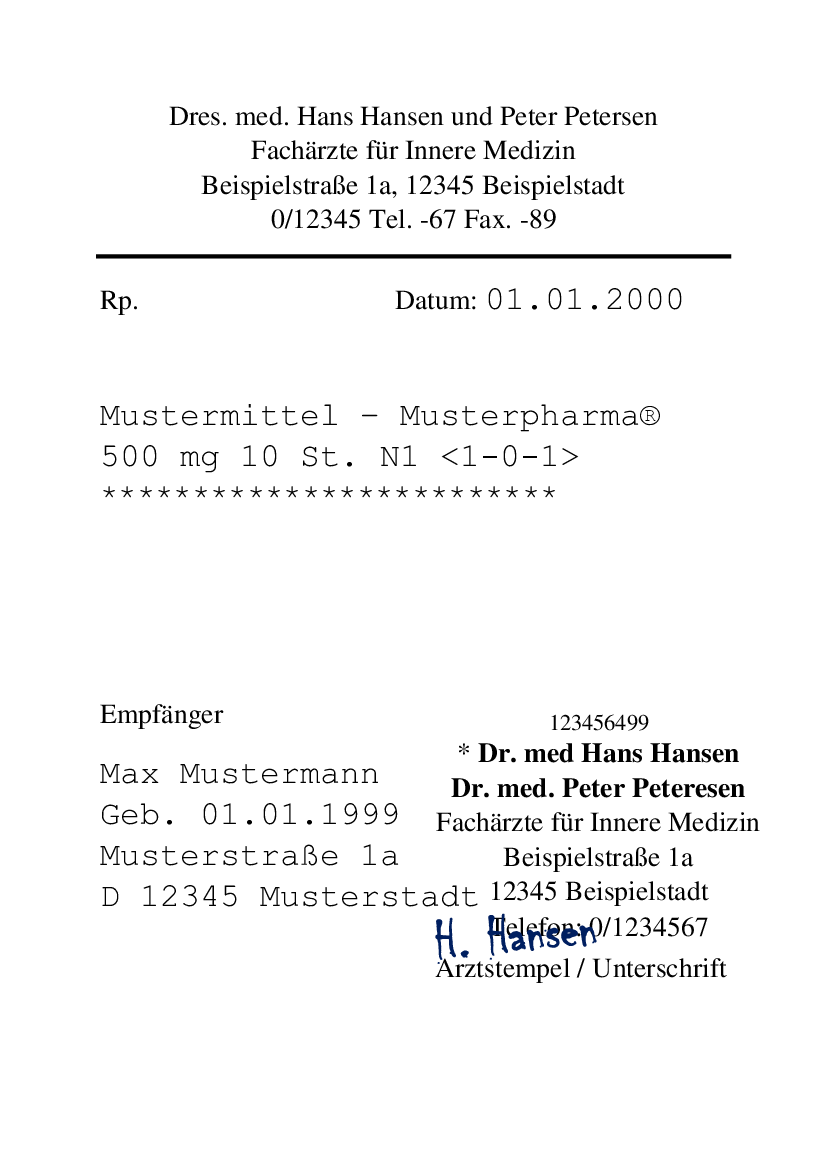
Privatrezept im Hochkantformat, welches auch händisch ausgefüllt werden kann

Das Rezept enthält die Invocatio (Aufforderung an den Apotheker), die Inskriptio (Name, Berufsbezeichnung und Anschrift des Ausstellers), die Praescriptio oder Ordinatio (die eigentliche Verordnung), ggf. die Subscriptio (Herstellung der Darreichungsform und Menge)  und die Signatura (Gebrauchsanweisung). Während heutzutage meistens Fertigarzneimittel verordnet werden, waren es früher so gut wie immer individuell anzufertigende Arzneien (Rezepturen). Dann enthielt das Rezept auch die Herstell- und Abgabevorschrift. Der Text beginnt auch heute noch mit Rp. (die lateinische Abkürzung für recipe „nimm“; nach anderer bzw. weiterer Erklärung entstanden aus dem Symbol für Gott Jupiter „♃“, in dessen Namen römische Ärzte verordneten, bzw. dem Symbol des ägyptischen Horusauges nachgebildet) gefolgt von einer detaillierten Anleitung; etwa: „Nimm 3 Gramm von diesem, 40 Gramm von jenem, mische, teile in zehn Portionen, gib es dem Patienten und instruiere ihn über die Dosierung.“ Der ganze Text war traditionell in Latein geschrieben, der traditionellen lingua franca der Gelehrten. Bereits im Alten Ägypten ist, etwa im Papyrus Ebers um 1550 v. Chr., ein hoher Stand der Rezeptierkunst nachweisbar.

### Angaben auf dem Rezept nach AMVV
§ 2 Arzneimittelverschreibungsverordnung (AMVV) regelt in Deutschland, welche Angaben ein Rezept enthalten muss:
- Vorname Nachname, Berufsbezeichnung, Anschrift und Telefonnummer der verschreibenden Person
- Datum der Ausfertigung
- Name und Geburtsdatum der Person, für die das Arzneimittel bestimmt ist
- Bezeichnung des Fertigarzneimittels, oder bei in der Apotheke herzustellenden Rezepturarzneimitteln die Zusammensetzung nach Art und Menge sowie Gebrauchsanweisung
- Darreichungsform und abzugebende Menge oder Normpackungsgröße (ohne jene Angabe gilt die jeweils kleinste Packung als verordnet)
- Dosierung (kann entfallen, wenn zum Arzneimittel ein Medikationsplan oder eine schriftliche Dosierungsanweisung übergeben wurde und das auf dem Rezept vermerkt ist)
- Gültigkeitsdauer der Verschreibung (wenn sich diese nicht aus der Farbe des Rezeptes ergibt. Die Gültigkeit [als Privatrezept] beträgt drei Monate)
- die eigenhändige Unterschrift der verschreibenden Person oder (bei elektronischer Verschreibung) qualifizierte elektronische Signatur nach dem Vertrauensdienstegesetz.

Soll das Rezept als Kassenrezept von der Krankenkasse bezahlt werden, gelten weitergehende Anforderungen nach den Arzneimittel-Lieferverträgen.
Bei tierärztlichen Verschreibungen sind zusätzlich anzugeben:
- Name des Tierhalters (anstelle der Person, für die das Arzneimittel bestimmt ist) und Art und Zahl der zu behandelnden Tiere
- die Dosierung pro Tier und Tag
- die Dauer der Anwendung
- bei Tieren zur Gewinnung von Lebensmitteln: Identität der Tiere, Indikation und die Wartezeit.

Für Rezepte für Praxisbedarf, Krankenhäuser, Einrichtungen des Rettungsdienstes, Bordapotheken von Luftfahrzeugen, Tierkliniken oder Zoos gelten vergleichbare Vorschriften.
Ein Arzt kann durch Formulierungen oder Kreuze in entsprechenden Feldern zusätzliche Anweisungen an die Apotheke erteilen, unter anderem
- „noctu“ (lat. bei Nacht): Der Patient soll von einer Nachttaxe (im Apothekennotdienst) befreit werden, nur so übernimmt die Krankenkasse die Nachttaxe, sofern das Rezept binnen 24 Stunden in einer Notdienst leistenden Apotheke eingelöst wird.
- „aut idem“ (lat. oder dasselbe): Der Apotheker darf (bzw. muss bei Rabattverträgen nach Maßgabe der Krankenkasse) statt des benannten ein wirkstoffgleiches Medikament abgeben. Ursprünglich war der Austausch erlaubt, wenn das Feld angekreuzt war. Da dies Ärzte kaum nutzten, der Austausch aber politisch gewollt war, gilt seit 2002 eine Bedeutungsumkehr. Seitdem ist – anders als bei allen anderen Kästchen – die Aut-idem-Regelung anzuwenden, wenn das Feld nicht angekreuzt wurde. Dies soll verdeutlichen, dass der Austausch der „Normalfall“ sein soll, der nur begründet durch das aktive Setzen des Kreuzchens auszuschließen ist.[6]
- Der weitergehende, bisher kaum übliche Vermerk „Aut-Simile“ würde Apotheken erlauben, auch ein ähnlich wirkendes Arzneimittel mit anderem Wirkstoff auszuhändigen (sinnvoll im Nachtdienst, wenn der verordnende Arzt nicht erreichbar ist).
- „sine confectione“ oder „s. c.“ (lat. ohne Verpackung) wird praktisch nicht mehr verwendet: Der Apotheker sollte ein Fertigarzneimittel neutral verpackt und ohne Gebrauchsangabe abgeben um den Patienten in Unklarheit über die Arznei zu lassen. Das ist nur in klinischen Studien zulässig, in die der Patient gesondert einwilligen muss. Es sind mindestens die Kennzeichnungen als Rezepturarzneimittel gemäß § 14 Apothekenbetriebsordnung erforderlich.
- „ad manum medici“, abgekürzt „ad m. m.“ (lat.:zu Händen des Arztes): Die Arznei wird nicht dem Patienten, sondern jenem Arzt ausgehändigt, der es dem Patienten verabreicht.
- „ad usum proprium“ (lat. zum eigenen Gebrauch): das Arzneimittel ist für den Arzt selbst bestimmt: Patient und Verordner sind dieselbe Person.
- „p. c.“ (Abkürzung für pro communitate – für die Allgemeinheit): Das Medikament ist nicht für bestimmte Patienten, sondern als Sprechstundenbedarf vorgesehen.
- „Dj“ für „Dosierungsanweisung vorhanden: ja“: Dosierungsangabe entfällt, da der Patient diese bereits erhielt.

### Amtliche Rezeptformulare
Besonderheiten sind die amtlichen Rezeptformulare, die für die Verordnung bestimmter Arzneimittel benötigt werden.

#### Betäubungsmittelrezept

Muster des 2008 in Deutschland gültigen BtM-Rezeptformulars (Teil II: Für die Apotheke zur Verrechnung)

Ein Betäubungsmittelrezept (BtM-Rezept) ist ein amtliches Formular mit gelbem Deckblatt und wird benötigt, um Betäubungsmittel zu verschreiben. Hierzu ist die Betäubungsmittel-Verschreibungsverordnung (BtMVV) zu beachten. Die Rezepte, die nur sieben Tage nach Ausstellungsdatum (also acht Tage) lang gelten, sind mit einer Seriennummer versehen. Sie werden dreifach ausgefertigt. Ein Exemplar behält der Arzt. Der Patient gibt zwei Exemplare in der Apotheke ab. Eines archiviert die Apotheke drei Jahre. Das andere dient der Abrechnung mit dem Kostenträger.

#### T-Rezept

Beispiel für ein T-Rezept (Vorderseite des ersten Blatts)

Arzneimittel mit hochgradig fruchtschädigender Wirkung, konkret die Wirkstoffe Thalidomid, Lenalidomid (seit Februar 2009) und Pomalidomid (seit März 2013), müssen auf einem amtlichen Sonderformular, dem so genannten T-Rezept („T“ steht für „teratogen“), verordnet werden. Das Rezeptformular ist zweiteilig (Original und Durchschrift) und wird durch das Bundesinstitut für Arzneimittel und Medizinprodukte (BfArM) ausschließlich an Ärzte mit ausreichender Sachkenntnis abgegeben, die zudem versichern, alle vorgeschriebenen Sicherheitsmaßnahmen einzuhalten. Es ist maximal sechs Tage nach Ausstellung durch den Arzt (also sieben Tage) gültig. Der Arzt muss auf dem Rezept angeben, ob die Verordnung innerhalb der zugelassenen Anwendungsgebiete erfolgt oder außerhalb, als so genannter Off-Label-Use. Das Formular trägt eine fortlaufende T-Rezeptnummer und Apotheken müssen die Durchschriften wöchentlich an das T-Register beim BfArM übermitteln. Andere Arzneimittel dürfen auf dem T-Rezept nicht verordnet werden.

### Gültigkeitsdauer und Erstattungsfähigkeit
In Deutschland gilt ein Rezept an sich drei Monate, ein Betäubungsmittelrezept acht Tage, T-Rezepte und Rezepte für bestimmte orale Retinoide sieben Tage (der Ausstellungstag wird mitgerechnet).
Zu unterscheiden ist zusätzlich zwischen Gültigkeitsdauer (im Sinne der Verschreibungsverordnung) und Erstattungsfähigkeit durch Kostenträger. So kann ein Kassenrezept (trotz dreimonatiger Gültigkeit) lediglich innerhalb von 28 Tagen ab Ausstellung zu Lasten der Krankenkasse eingelöst werden. Danach ist es als (Privat-)Rezept noch gültig, aber nicht mehr zu Lasten der Krankenkasse abrechnungsfähig. Übersieht der Apotheker dies, wird ihm von der Krankenkasse nachträglich der volle Arzneimittelpreis „retaxiert“, also zurückbelastet. Die Dauer der Abrechnungsfähigkeit ist bei den Kostenträgern verschieden (28 Tage bei normalen Kassenrezepten und Hilfsmittelverordnungen; Berufsgenossenschaften und sonstige Kostenträger teilweise längere Fristen). Ein Kassenpatient sollte daher sein Rezept innerhalb von vier Wochen nach Ausstellung einlösen, auch wenn er die Arznei erst später benötigt. Auch bestimmte Medizinprodukte sind gemäß Arzneimittel-Richtlinie in Deutschland durch gesetzliche Krankenkassen erstattungsfähig, wenn sie ein Arzt verordnete.
Seit Oktober 2017 gibt es das Entlassrezept, womit Krankenhausärzte Arzneimittel oder Hilfsmittel rezeptieren können. Entlassrezepte dürfen nur innerhalb von drei Werktagen zulasten der GKV von Apotheken beliefert werden, wobei der Ausstellungstag mitzählt. Es wird das rosa Muster 16 verwendet, das mit dem Schriftzug „Entlassmanagement“ versehen ist.
Seit dem 1. März 2020 dürfen Ärzte Wiederholungsrezepte ausstellen. Es ermöglicht die viermalige Belieferung innerhalb eines Jahres und soll  Laufwege für Patienten und den Zeitaufwand für Ärzte verringern. Solange das Abrechnungsverfahren noch nicht geklärt ist, ist der Deutsche Apothekerverband (DAV) der Meinung, dass Ärzte noch kein Wiederholungsrezept ausstellen sollten und rät Apotheken von der Belieferung ab, bis die Klärung erfolgte.

### Wait and See Prescription
Die im amerikanischen Raum vorkommende Wait and See Prescription („Eventualrezept“) ist ein Rezept, das der Arzt ausstellt. Es wird vom Patient nur eingelöst, wenn bestimmte Begleitumstände eintreten. Der Arzt gibt hierfür eine genaue Handlungsanweisung. Vorteile sind, dass ein erneuter Arztbesuch entfällt und Medikamentenkosten eingespart werden könnten.

## Heilmittelverordnung

Muster 8: Sehhilfenverordnung (augenärztliches „Brillenrezept“)

Der Arzt, Zahnarzt oder Tierarzt kann nicht nur Arzneimittel, sondern ebenso bestimmte Behandlungsmaßnahmen (Heilmittel) verordnen. Ein ärztlicher Verordnungsschein ist im deutschen Gesundheitswesen der offizielle Name für ein Heilmittelrezept bei Maßnahmen zur ambulanten Rehabilitation oder für Häusliche Krankenpflege.
Diese Verordnung richtet sich in Deutschland nach § 32 SGB V. Näheres dazu ist in den Heilmittel-Richtlinien geregelt. Nach der Vordruckvereinbarung der Bundesmantelverträge gibt es für verschiedene Heilmittel unterschiedliche Vordrucke: Die Muster 8 und 8a dienen der Verordnung von Sehhilfen, das seit der Neufassung der Heilmittelrichtlinien seit 1. Januar 2021 neue Muster 13 der Heilmittelverordnung dient der Verordnung von Physiotherapie, Podologischer Therapie, Ergotherapie, Ernährungstherapie sowie für Stimm-, Sprech-, Sprach- und Schlucktherapie (die ersten drei Untergruppen umgangssprachlich Logopädie genannt, obwohl auch Mitglieder anderer Berufsgruppen die Leistungen erbringen). Das Heilmittel wird durch Ankreuzen auf der Heilmittelverordnung vermerkt. Auf den Formularen müssen Arzt, Leistungserbringer und Patient Eintragungen machen: Der Arzt gibt Patientendaten, Diagnose und therapeutische Maßnahme (mit Zahl der Therapieeinheiten und der Häufigkeit) an, sowie das Datum der Ausstellung der Verordnung („Verordnungsdatum“). Mit seiner Unterschrift und seinem Praxisstempel wird die Verordnung gültig. Der Therapeut trägt sein IK, die Anzahl der erbrachten Therapieeinheiten, beim direkten Abrechnen noch die Belegnummer und Rechnungsnummer ein. Unterschrift und Praxisstempel des Therapeuten schließen seine Eintragungen ab. Schließlich quittiert der Patient mit seinen Unterschriften (für jeden Behandlungstag eine Unterschrift) den Erhalt der Leistungen.
Die Unterschrift schreibunkundiger oder schreibunfähiger Patienten können durch die Unterschriften naher Verwandter, Begleitpersonen oder Pflegepersonal ersetzt werden. Diese Verordnungen sind ohne Genehmigung des Kostenträgers mit diesem abzurechnen. Erst bei Vorlage einer ärztlichen Verordnung darf mit der Therapie begonnen werden. Die Abrechnung kann der Leistungserbringer in Form einer monatlichen Sammelrechnung mit dem jeweiligen Kostenträger durchführen – direkt oder über Dienstleister (Rechenzentren). Heilmittelleistungen sind in Deutschland nach § 302 SGB V in elektronischer Form abzugeben. Die meisten Kostenträger bedienen sich zur Annahme, Prüfung und Bezahlung der eingehenden Rechnungen so genannter Datenannahmestellen oder Rechnungsprüfstellen.

## DiGA-Verordnung
In Deutschland wurden mit dem Digitale-Versorgung-Gesetz (DVG) vom 9. Dezember 2019 digitale Anwendungen („Gesundheits-Apps“) in den Leistungskatalog der Krankenkassen aufgenommen. Apps, die als Medizinprodukt zertifiziert sind und vom Bundesinstitut für Arzneimittel und Medizinprodukte (BfArM) erfolgreich ein Prüfverfahren durchlaufen habe, können vom Arzt oder Psychotherapeuten verordnet werden. Für gesetzlich Versicherte kommt dazu  das übliche rosa Rezept (Muster 16) zum Einsatz.

## Begriffsherkunft
Früher begann im westlichen Europa ein Arzt das Rezept (von lateinisch receptum; früher auch synonym mit formula) mit der lateinischen Anweisung recipe (Imperativ von recipere, also „nimm“). So teilte der Arzt dem Apotheker, der die Arzneimittel damals selbst anmischte, die Bestandteile mit. Das kann man mit einer Rezeptur im Sinne eines Kochrezepts vergleichen. Noch heute beginnen ärztliche Verordnungen mit der (meist vorgedruckten) Abkürzung Rp. für lat. recipe, übersetzt „nimm“.
Von dem gleichen Ausdruck ist das heute für (Koch-)Rezepte im Englischen verwendete Wort recipe [ˈɾɛsəpɪ] abgeleitet. Wenn der Apotheker die fertige, den ärztlichen Anweisungen entsprechende Arznei dem Kunden übergeben hatte, bestätigte er dies auf dem Rezept mit dem Wort receptum (lat. Partizip Perfekt Passiv von recipere, also „genommen“ oder „empfangen“). Davon leitet sich das deutsche Wort Rezept ab.
Präziser spricht man von Verschreibung (früher lateinisch praescriptio, englisch bis heute prescription), da ein Rezept außer dem Namen des Medikaments heute verschiedene gesetzlich vorgeschriebene Angaben enthalten muss, die vom Apotheker geprüft werden sollen. Im Sozialgesetzbuch heißt das Formular offiziell „Arzneiverordnungsblatt“ (§ 87 Abs. 1 SGB V). Ein weiterer Begriff ist Ordination (zu lat. ordinatio ‚Anordnung‘), was allerdings auch Sprechstunde oder oberdeutsch Arztpraxis bedeuten kann.